# 1960年スコーバレーオリンピックのクロスカントリースキー競技
1960年スコーバレーオリンピックのクロスカントリースキー競技（1960ねんスコーバレーオリンピックのクロスカントリースキーきょうぎ）は、1960年2月19日から2月27日までアメリカ合衆国、カリフォルニア州スコーバレーで行われた。

## 競技結果

### 男子

#### 30km
- 1960年2月19日
- エントリー48人：完走45人
- Sports-Reference.com (Olympics) のアーカイブ (英語)
- 1960年スコーバレーオリンピックのクロスカントリースキー競技 - Olympedia（英語）
- スコーバレーオリンピック公式記録(PDF):P116

| 順位 | 名前                     | 国・地域     | 記録           |
| ---- | ------------------------ | ------------ | -------------- |
| 1    | シクステン・イェルンベリ | スウェーデン | 1時間51分03秒9 |
| 2    | ロルフ・レームゴート     | スウェーデン | 1時間51分16秒9 |
| 3    | ニコライ・アニキン       | ソビエト連邦 | 1時間52分28秒2 |
| 4    | ゲンナディ・ヴァガノフ   | ソビエト連邦 | 1時間52分49秒2 |
| 5    | レンナート・ラーション   | スウェーデン | 1時間53分53秒2 |
| 6    | ヴェイッコ・ハクリネン   | フィンランド | 1時間54分02秒0 |
| 7    | トイミ・アラタロ         | フィンランド | 1時間54分06秒5 |
| 8    | アレクセイ・クズネトフ   | ソビエト連邦 | 1時間54分23秒9 |
| 9    | ホルガイル・ブレンデン   | ノルウェー   | 1時間55分19秒8 |
| 10   | オッドムント・イェンセン | ノルウェー   | 1時間55分35秒0 |
| 35   | 松橋高司                 | 日本         | 2時間06分25秒5 |
| 37   | 佐藤和男                 | 日本         | 2時間07分07秒2 |
| 39   | 栗田栄治                 | 日本         | 2時間11分25秒8 |

#### 15km
- 1960年2月23日
- エントリー54人：完走54人
- Sports-Reference.com (Olympics) のアーカイブ (英語)
- 1960年スコーバレーオリンピックのクロスカントリースキー競技 - Olympedia（英語）
- スコーバレーオリンピック公式記録(PDF):P115

| 順位 | 名前                       | 国・地域     | 記録      |
| ---- | -------------------------- | ------------ | --------- |
| 1    | ホーコン・ブルースヴェーン | ノルウェー   | 51分55秒5 |
| 2    | シクステン・イェルンベリ   | スウェーデン | 51分58秒6 |
| 3    | ヴェイッコ・ハクリネン     | フィンランド | 52分03秒0 |
| 4    | アイナル・オストビー       | ノルウェー   | 52分18秒0 |
| 4    | ゲンナディ・ヴァガノフ     | ソビエト連邦 | 52分18秒0 |
| 6    | エーロ・マンティランタ     | フィンランド | 52分40秒6 |
| 7    | ジャンネ・ステファンソン   | スウェーデン | 52分41秒0 |
| 8    | ロルフ・レームゴート       | スウェーデン | 52分47秒3 |
| 9    | マルチェロ・デ・ドリゴ     | イタリア     | 52分53秒5 |
| 10   | ニコライ・アニキン         | ソビエト連邦 | 52分55秒0 |
| 30   | 佐藤和男                   | 日本         | 56分15秒0 |
| 40   | 松橋高司                   | 日本         | 57分49秒1 |
| 45   | 栗田栄治                   | 日本         | 58分57秒0 |

#### 4×10kmリレー
- 1960年2月25日
- エントリー11チーム：完走11チーム
- Sports-Reference.com (Olympics) のアーカイブ (英語)
- 1960年スコーバレーオリンピックのクロスカントリースキー競技 - Olympedia（英語）
- スコーバレーオリンピック公式記録(PDF):P117

| 順位 | 名前                                                                                            | 国・地域       | 記録           |
| ---- | ----------------------------------------------------------------------------------------------- | -------------- | -------------- |
| 1    | トイミ・アラタロ エーロ・マンティランタ ヴェイノ・フータラ ヴェイッコ・ハクリネン               | フィンランド   | 2時間18分45秒6 |
| 2    | ハラルド・グルンニンゲン ホルガイル・ブレンデン アイナル・オストビー ホーコン・ブルースヴェーン | ノルウェー     | 2時間18分46秒4 |
| 3    | アナトリ・シェリューキン ゲンナディ・ヴァガノフ アレクセイ・クズネトフ ニコライ・アニキン       | ソビエト連邦   | 2時間21分21秒6 |
| 4    | ラーシュ・オルソン ジャンネ・ステファンソン レンナート・ラーション シクステン・イェルンベリ     | スウェーデン   | 2時間21分31秒8 |
| 5    | ジョルジョ・デ・フロリアン ジュゼッペ・ステイネル ポンペオ・ファットール マルチェロ・デ・ドリゴ | イタリア       | 2時間22分32秒5 |
| 6    | アンジェイ・マテヤ ユゼフ・リズーラ ユゼフ・グト＝ミシャガ カジミルシュ・ゼレク                 | ポーランド     | 2時間26分25秒3 |
| 7    | ヴィクトー・アービー ルネ・モルディーヨン ブノワ・キャラーラ ジョン・メルメ                     | フランス       | 2時間26分30秒8 |
| 8    | フリッツ・コハー マルセル・フグーニン ロレンツ・ポッサ アルフォンス・ボウム                     | スイス         | 2時間29分36秒8 |
| 9    | クノ・ヴェルナー ヘルムート・ハグ ヴェルナー・ハーゼ エノ・ルーダー                             | 東西統一ドイツ | 2時間31分47秒1 |
| 10   | 高橋秀蔵 佐藤和男 栗田栄治 谷口明見                                                             | 日本           | 2時間38分01秒8 |

#### 50km
- 1960年2月27日
- エントリー39人：完走31人
- Sports-Reference.com (Olympics) のアーカイブ (英語)
- 1960年スコーバレーオリンピックのクロスカントリースキー競技 - Olympedia（英語）
- スコーバレーオリンピック公式記録(PDF):P116

| 順位 | 名前                     | 国・地域     | 記録           |
| ---- | ------------------------ | ------------ | -------------- |
| 1    | カレヴィ・ハマライネン   | フィンランド | 2時間59分06秒3 |
| 2    | ヴェイッコ・ハクリネン   | フィンランド | 2時間59分26秒7 |
| 3    | ロルフ・レームゴート     | スウェーデン | 3時間02分46秒7 |
| 4    | レンナート・ラーション   | スウェーデン | 3時間03分27秒9 |
| 5    | シクステン・イェルンベリ | スウェーデン | 3時間05分18秒0 |
| 6    | ペンティ・ペルコネン     | フィンランド | 3時間05分24秒5 |
| 7    | ゲンナディ・ヴァガノフ   | ソビエト連邦 | 3時間05分27秒6 |
| 8    | ヴィエッコ・ラサネン     | フィンランド | 3時間05分24秒5 |
| 9    | ホルガイル・ブレンデン   | ノルウェー   | 3時間08分23秒0 |
| 10   | スヴェーレ・ステシャイム | ノルウェー   | 3時間08分51秒5 |
| 27   | 栗田栄治                 | 日本         | 3時間38分40秒6 |
| -    | 佐藤和男                 | 日本         | 途中棄権       |

### 女子

#### 10km
- 1960年2月20日
- エントリー24人：完走23人
- Sports-Reference.com (Olympics) のアーカイブ (英語)
- 1960年スコーバレーオリンピックのクロスカントリースキー競技 - Olympedia（英語）
- スコーバレーオリンピック公式記録(PDF):P117

| 順位 | 名前                           | 国・地域     | 記録      |
| ---- | ------------------------------ | ------------ | --------- |
| 1    | マリア・グサコワ               | ソビエト連邦 | 39分46秒6 |
| 2    | リュボフ・バラノワ＝コズィレワ | ソビエト連邦 | 40分04秒2 |
| 3    | ラディア・イェロシナ           | ソビエト連邦 | 40分06秒0 |
| 4    | アレフティナ・コルチナ         | ソビエト連邦 | 40分12秒6 |
| 5    | ソーニャ・エドストローム       | スウェーデン | 40分35秒5 |
| 6    | トイニ・ポイスチ               | フィンランド | 40分41秒9 |
| 7    | バルブロ・マルティンソン       | スウェーデン | 41分06秒2 |
| 8    | イルマ・ヨハンソン             | スウェーデン | 41分08秒3 |
| 9    | クラスタナ・ストエワ           | ブルガリア   | 41分44秒0 |
| 10   | ブリット・ストランベリ         | スウェーデン | 42分06秒8 |

#### 3×5kmリレー
- 1960年2月26日
- エントリー5チーム：完走5チーム
- Sports-Reference.com (Olympics) のアーカイブ (英語)
- 1960年スコーバレーオリンピックのクロスカントリースキー競技 - Olympedia（英語）
- スコーバレーオリンピック公式記録(PDF):P117

| 順位 | 名前                                                                                     | 国・地域       | 記録           |
| ---- | ---------------------------------------------------------------------------------------- | -------------- | -------------- |
| 1    | イルマ・ヨハンソン ブリット・ストランベリ ソーニャ・エドストローム                       | スウェーデン   | 1時間04分21秒4 |
| 2    | ラディア・イェロシナ マリア・グサコワ リュボフ・バラノワ＝コズィレワ                     | ソビエト連邦   | 1時間05分02秒6 |
| 3    | シーリ・ランタネン エーヴァ・ルオッパ トイニ・ポイスチ                                   | フィンランド   | 1時間06分27秒5 |
| 4    | ステファニア・ボグン ヘレナ・ゴシエニツァ＝ダニエル ユゼファ・チェルニアフスカ           | ポーランド     | 1時間07分24秒6 |
| 5    | リタ・クゼヒ＝ブラスル レナート・ダンハウアー＝ボーゲス ゾンヒルデ・ハウスシルド＝カルス | 東西統一ドイツ | 1時間09分25秒7 |

## 各国メダル数
| 順 | 国・地域     | 金 | 銀 | 銅 | 計 |
| -- | ------------ | -- | -- | -- | -- |
| 1  | スウェーデン | 2  | 2  | 1  | 5  |
| 2  | フィンランド | 2  | 1  | 2  | 5  |
| 3  | ソビエト連邦 | 1  | 2  | 3  | 6  |
| 4  | ノルウェー   | 1  | 1  | 0  | 2  |